# Sammi Hanratty
Pour les articles homonymes, voir Hanratty.
Samantha Lynne « Sammi » Hanratty, née le 20 septembre 1995 à Scottsdale dans l'Arizona, est une actrice américaine. En 2005, elle commence sa carrière en apparaissant dans un épisode du soap opera Passions. Elle décroche son premier rôle principal en 2009, lorsqu'elle joue le rôle de Chrissa Maxwell dans An American Girl: Chrissa Stands Strong. 

## Biographie

### Jeunesse
Née à Scottsdale, Sammi Hanratty est la plus jeune d'une famille de cinq filles et trois garçons. En 1997, sa famille déménage à Los Angeles.

### Carrière
En 2005, Hanratty joue divers rôle mineurs dans des séries telévisées. Entre 2006 et 2007, elle intègre le casting de la série télévisée La Vie de palace de Zack et Cody où elle interprète le rôle de Holly, une petite fille dont le père est un arnaqueur. Toujours en 2006, elle apparaît dans le film d’ABC : Désolation, et a un rôle mineur dans Pirates des Caraïbes : Le Secret du coffre maudit. De 2006 à 2009, Hanratty a un rôle périodique sur la série d'action The Unit avec sa sœur plus âgée Danielle. En 2006, elle joue dans le film Super Noël 3 : Méga Givré, en jouant une elfe nommée Glenda. Elle a aussi joué Chrissa dans le film de 2009 Les Malheurs de Chrissa.

## Filmographie
| Année | Titre                                                  | Rôle               | Notes       |
| ----- | ------------------------------------------------------ | ------------------ | ----------- |
| 2006  | Pirates des Caraïbes : Le Secret du coffre maudit      | British girl       | Non crédité |
| 2006  | Super Noël 3 : Méga Givré                              | Elf #1             |             |
| 2007  | Boogeyman 2                                            | Jeune Laura        |             |
| 2008  | Hero Wanted                                            | Marley Singer      |             |
| 2009  | Finding Bliss                                          | Jeune Jody Balaban |             |
| 2009  | Within                                                 | Michelle Lowe      |             |
| 2009  | Le Drôle de Noël de Scrooge                            | Various            |             |
| 2010  | Magic                                                  | Kayla Fairmont     |             |
| 2010  | Jack et le Haricot magique (2010)                      | Gretel             |             |
| 2010  | Kalamity                                               | Barbie Klepack     |             |
| 2011  | The Greening of Whitney Brown (en)                     | Whitney Brown      |             |
| 2012  | Amazing Love                                           | Carrie             |             |
| 2013  | The Lost Medallion: The Adventures of Billy Stone (en) | Allie              |             |
| 2013  | Second Chances                                         | Abby               |             |
| 2014  | Crise de mères                                         | Zoe                |             |
| 2016  | Inconceivable                                          | Carissa            |             |
| 2017  | Bad Kids of Crestview Academy                          | Siouxsie           |             |

| Année     | Titre                                                          | Rôle                   | Notes                                      |
| --------- | -------------------------------------------------------------- | ---------------------- | ------------------------------------------ |
| 2005      | Passions                                                       | Adele                  | Saison 6, épisode 136                      |
| 2005      | Charmed                                                        | Wendy                  | Épisode 152 : La Petite Boîte des horreurs |
| 2005      | Drake & Josh                                                   | Annabelle              | Épisode : Foam Finger                      |
| 2005      | Dr House                                                       | Dory                   | Épisode 30 : Erreur médicale               |
| 2005      | Last Laugh '05                                                 | Little Girl            | Television special                         |
| 2006      | Les Experts : Manhattan                                        | Emma Matthews          | Épisode 37 : La Mort en jeu                |
| 2006      | MADtv                                                          | Variés                 | 3 épisodes                                 |
| 2006      | Hello Sister, Goodbye Life                                     | Celia                  | Téléfilm                                   |
| 2006      | Désolation                                                     | Pie Carver             | Téléfilm                                   |
| 2006–2009 | The Unit                                                       | Jen Gerhardt           | 10 épisodes                                |
| 2006      | Cold Case : Affaires classées                                  | Muriel Bartleby (1929) | Épisode 65 : Rêves et désillusions         |
| 2006–2007 | La Vie de palace de Zack et Cody                               | Holly                  | 5 épisodes                                 |
| 2006      | Phénomène Raven                                                | Taylor                 | Épisode : Rae of Sunshine                  |
| 2007–2008 | Pushing Daisies                                                | Jeune Chuck            | 5 épisodes                                 |
| 2008      | iCarly                                                         | Morgan                 | Épisode : iCarly Saves TV                  |
| 2009      | Les Malheurs de Chrissa                                        | Chrissa Maxwell        | Téléfilm                                   |
| 2013      | Monday Mornings                                                | Abra Rivers            | Épisode : Forks Over Knives                |
| 2013      | Shake It Up                                                    | Kristin Wibler         | Épisode 65 : Compétition de bowling        |
| 2013      | Mad Men                                                        | Millicent              | Épisode : Pure pitié                       |
| 2013      | Rizzoli & Isles                                                | Chloe                  | Épisode : All for One                      |
| 2013      | À la recherche de l'esprit de Noël (The Christmas Spirit)      | Morgan                 | Téléfilm                                   |
| 2014      | Maman à 16 ans (Zoe Gone)                                      | Jennifer Lynne         | Téléfilm                                   |
| 2014      | Chosen                                                         | Megan Acosta           | 6 épisodes                                 |
| 2014–15   | Salem                                                          | Dollie Trask           | 12 épisodes                                |
| 2014      | Perception                                                     | Kayla Madden           | Épisode : Painless                         |
| 2014      | Stalker                                                        | Hannah McCoy           | Épisode : Enfant de substitution           |
| 2015      | 2 Broke Girls                                                  | Kemberly               | Épisode : And the Knock Off Knockout       |
| 2015      | How To Get Away With Murder                                    | Zoe Mitchell           | Épisode : Skanks Get Shanked               |
| 2015      | Les Enfants du péché : Les Racines du mal (Seeds of Yesterday) | Cindy Sheffield        | Téléfilm                                   |
| 2017-     | Shameless                                                      | Kassidy Gallagher      | 7 épisodes                                 |
| 2017      | Vampire Diaries                                                | Violet Fell            | Saison 8, épisode 9                        |
| 2019-     | Daybreak                                                       | Aria Killigan          |                                            |
| 2021-     | Yellowjackets                                                  | Misty jeune            |                                            |

## Récompenses et nominations
| Année | Prix                   | Catégorie                                               | Travail nommé                 | Résultat   |
| ----- | ---------------------- | ------------------------------------------------------- | ----------------------------- | ---------- |
| 2007  | 28e Young Artist Award | Meilleure actrice dans un téléfilm, mini-série, special | Hello Sister, Goodbye Life    | Nomination |
| 2007  | 28e Young Artist Award | Meilleure actrice invitée dans une série télévisée      | The Suite Life of Zack & Cody | Nomination |
| 2008  | 29e Young Artist Award | Meilleure actrice récurrente dans une série télévisée   | The Suite Life of Zack & Cody | Nomination |